# Michele Tenore
Michele Tenore (5 de maig de 1780, Nàpols—19 de juliol de 1861, ibíd.), va ser un botànic italià.
Va estudiar medicina a la Universitat de Nàpols on es va graduar al 1800. Apassionat de la botànica, va fer col·laboracions amb Domenico Cirillo (1739-1799) i Vincenzo Petagna (1734-1810). Al 1811 va succeir a Petagna en la Càtedra de Botànica de Nàpols.
Va contribuir a la fundació del Jardí Botànic de Nàpols del que va ser director al 1850.
Va ser president de l'Accademia nazionale delle scienze.

## Obra
- TENORE M., 1811-38 - Flora Napolitana. Napoli. 1-5. Stamperia Reale, Napoli. Tipografia del Giornale Enciclopedico, Napoles. Stamperia Francese, Napoles
- TENORE M., 1832 - Memoria sulle peregrinazioni botaniche effettuate nella provincia di Napoli nella primavera del 1825 dal Cavaliere Michele Tenore colle indicazioni di alcune piante da aggiungersi alla Flora Napolitana e la descrizione di una specie di Ononis. Atti R. Accad. Scienze Cl. Fis. e St. Nat., 3: 49-88
- TENORE M., 1843 - Rapporto intorno alle peregrinazioni de' soci ordinari M. Tenore e G. Gussone eseguite in Luglio 1834. Atti R. Accad. Scienze 5(1): 283-290. Napoles 1843 (en colab. con G. Gussone)
- TENORE M., 1843 - Osservazioni botaniche raccolte in un viaggio eseguito per diversi luoghi della provincia di Terra di Lavoro e di Abruzzo nell'està del 1834 dai soci Tenore e Gussone. Ibid.: 291-334, 1 tab. Napoles 1843 (en colab. con G. Gussone)
- TENORE M., 1846 - Osservazioni intorno all'Erbario Centrale di Firenze (23 set 1845). p. 852. Napoles 1846
- TENORE M., 1856 - Una gita all'Isola d'Ischia. Lettera al Sig. N. N. Giornale "L'Iride" 1, n. 20 (estr. pp. 6) Napoles, Tip. Gazzette de' Tribunali (14×21.5)

## Honors

### Eponímia
Gènere
- (Apiaceae) Tenorea K.Koch[1]

Espècies
- (Apiaceae) Astrantia tenorei M.G.Mariotti[2]
- (Asteraceae) Centaurea tenorei Guss. ex-Lacaita[3]
- (Scrophulariaceae) Pedicularis tenoreana Huter, Porta & Rigo ex-Steininger[4]

Minerals
- Tenorita